# Walsenburg
Walsenburg is een plaats (city) in de Amerikaanse staat Colorado, en valt bestuurlijk gezien onder Huerfano County.

## Demografie
Bij de volkstelling in 2000 werd het aantal inwoners vastgesteld op 4182.
In 2006 is het aantal inwoners door het United States Census Bureau geschat op 3943, een daling van 239 (-5,7%).

## Geografie
Volgens het United States Census Bureau beslaat de plaats een oppervlakte van
6,0 km², geheel bestaande uit land.

## Plaatsen in de nabije omgeving
De onderstaande figuur toont nabijgelegen plaatsen in een straal van 56 km rond Walsenburg.

## Geboren in Walsenburg
- Roy Porter (1923-1998), Amerikaans jazzdrummer